# 넬슨 애션시오
넬슨 애션시오(Nelson Ascencio, 1964년 8월 30일 ~ )는 미국의 배우, 텔레비전 배우이다. 아바나에서 태어났다.

## 영화
- 올 어바웃 더 머니 (2017년)
- 헝거게임: 캣칭 파이어 (2013년) - 플라비어스 역
- 헝거게임 : 판엠의 불꽃 (2012년) - 플라비우스 역
- 황당한 외계인: 폴 (2011년)